# المظيلف
المظيلف مركز يقع 45 كم شمال محافظة القنفذة التابعة لمنطقة مكة المكرمة في تهامة على الساحل الغربي ويبعد وسطها عن البحر مسافة 6 كيلومتر تقريبا ويقع جنوبها وادي ناوان ووادي الأحسبة ويقع شمالها ووادي قرماء وللمظيلف سوق شعبي يعقد يوم الأحد يتم فيه التبادل التجاري بين رواد السوق من المظيلف ومن المناطق المجاورة ويمتد عمر هذا السوق لأكثر من قرن ونصف القرن.

## الحدود الإدارية وعدد السكان
يحد المظيلف من الغرب البحر الأحمر ومن الجنوب قلب محافظة القنفذة ومن الشمال مركز دوقة ومن الشرق مركز ناوان التابع لمحافظة المخواة بمنطقة الباحة ويبلغ عدد سكان المظيلف مايزيد عن 70,000 نسمة.

## المظيلف تاريخيا
كانت المظيلف فيما مضى استراحة تفد إليها قوافل حجاج اليمن وحجاج الهند القادمين من ميناء القنفذة لأداء مناسك الحج والعمرة ولا زالت المدينة تحتفظ بهذه الميزة حتى بعد توقف قدوم حجاج الهند فالمسافرين من جنوب المملكة واليمن لابد أن يمروا بهذه المدينة للتزود بما يلزم لإكمال مسيرة السفر. ولها حدود بحرية زادت من أهميتها كونها منطقة زراعية.
وفي عام 1347 هـ تأسس أول مركز للحكم الإداري في المظيلف تحت مسمى إمارة المظيلف حتى صدر نظام المناطق الذي غير مسمى إمارة المظيلف إلى مركز المظيلف فئة (أ) الذي يتبع محافظة القنفذة وتبلغ مساحته [45 في 50] كم.

## أهم القرى التابعة للمظيلف
يتبع لمركز المظيلف مايزيد عن 90 تسعين قرية وهجرة ومن أهم القرى والهجر: وادي قرماء، حدبة زبيد ، يبس القرن، الحليفة، الدوايا، السر، الظباية (الشغز)، النيله، البنان، العقدة، العودات، الغزوية الجديدة، عاجه، عقرا، القضب، الوطاة، عذيبة، مغنية، الشملة، عشيرة العبادلة، اليعاقيب، مكبب، ام الشعير، العقم، البقاقير، الوقته، الزاهرية، الكندوف، الخريصية، الرفدة، المروة، النجيعات، الملاوحة، المطالقة، القايمة، العقدة، حماده، السنانية، السلم، القشعة، النيلة، العواصية، الكدنه، سبت لومه، الجماء، آل مهدي، البحره.

## عشم الأثرية
يحضن شرق المظيلف قرية من أشهر القرى الأثرية وهي قرية عشم ذات التاريخ المجيد موطن الذهب والتي كانت لها علاقة حتى مع الإغريق وأورد المؤرخ والباحث السعودي حسن الفقيه في كتاب حمل عنوان «مخلاف عشم»، أي مملكة عشم، الكثير من المعلومات عن تاريخ ذلك الجزء الغائب من كتب التاريخ للجزيرة العربية.

## وصلات خارجية
- موقع إمارة منطقة مكة المكرمة